# Hans J. Holm
 Der er flere personer med dette navn, se Hans Jørgen Holm.
Hans Jørgen Holm (9. maj 1835 i København – 22. juli 1916 i Ordrup) var en dansk arkitekt og professor, der var elev af J.D. Herholdt og en ledende figur blandt nationalromantikkens arkitekter i de sidste årtier af 1800-tallet. Han har givet tegning til mange offentlige bygninger, særligt i København.

## Uddannelse
Hans J. Holm var søn af administrator i Kreditkassen for Husejere i Kjøbenhavn, senere etatsråd Carl Jacob Holm og Johanne Henriette f. Kierulf. Han blev student 1854, cand.phil. året efter og samme år exam.polyt. fra Polyteknisk Læreanstalt og var kortvarigt i murerlære. Da hans karakter stod til kunsten, forlod han den studerende vej og valgte Kunstakademiet, som han gennemgik, og hvor han senere vandt lille sølvmedalje 1862, store sølvmedalje 1863 og slutteligt den lille guldmedalje 1868 for En protestantisk Kirke for en større Menighed. Samtidig tegnede han hos Gustav Friederich Hetsch og senere hos Johan Daniel Herholdt, under hvem han bl.a. var konduktør ved opførelsen af Universitetsbiblioteket, Studenterforeningsbygningen og Sankt Povls Kirke i Korsør.

## Karriere
1866-79 var han assistent ved undervisningen i bygningskunst på arkitektskolen og ved modelskolen 1867-70, og fra 1883 til 1908 var han professor ved arkitektskolen. 1872-73 var han konstitueret som bygningsinspektør i Københavns Kommune, 1873 blev han medlem af Akademiet.
Holm var også medstifter af og bestyrelsesmedlem i Selskabet for Historie, Litteratur og Kunst 1876-1906, medlem af bestyrelsen for Foreningen til Hovedstadens Forskønnelse 1885-1908; leder af opmålingen af Kronborg 1876-79, arkitekt for Vor Frelsers Kirke fra 1881 og arkitekt for Roskilde Domkirke 1898-1915.
Holm foretog en række rejser i udlandet og derfra hjembragt talrige studier; 1863-65 foretog han med offentlig understøttelse sin første store udenlandsrejse, 1874 besøgte han i specielle øjemed Holland og Tyskland, 1880 og 1887 var han atter for kortere tidsrum i Italien, og 1887 deltog han i brygger Carl Jacobsens rejse til Grækenland. Men han har derfor ikke forsømt sit eget land; på kryds og tværs har han gennemstrejfet det, snart alene, snart som fører for Akademiets elever, og overalt har han samlet et betydeligt materiale, i det han rigtig har forstået, at vor moderne bygningskunst må støtte sig til vor ældre, når den gode tradition skal fortsættes, og når en national kunst skal kunne udvikle sig her hjemme. Holm har haft en sjælden evne til at samle elever om sig, påvirke og lede dem; han har selv haft en udmærket lærer i Herholdt, og han har i fuldt mål givet igen, hvad han har modtaget. Hans stærke sans for enkelthedernes betydning i kunsten, hans sikre smag og fine forståelse have sat frugter, ikke alene i hans egne, men også i hans bedste elevers arbejder, ligesom hans omhyggelig gennemtænkte tegninger altid have glædet håndværkerne og gavnet arbejdet. 
Som resultater af sine studier af vor hjemlige bygningskunst har han udgivet: ”Tegninger af ældre nordisk Arkitektur” (1872-84), ”Studierejser af Kunstakademiets Elever” I-II (1873-87) og ”Bornholmske Kirker” (1878). Desuden foreligger der endnu uudgivne opmålinger af Kronborg og Rosenborg Slot og af vore ejendommeligste herregårde fra middelalderen og renæssancetiden, foretaget under hans ledelse, ligesom han talrige gange har stået autoriteterne bi med råd og dåd i arkitektoniske spørgsmål. Som selvstændig bygmester har han allerede udfoldet en ualmindelig rig virksomhed. Som et udvalg af hans bygninger skal følgende nævnes: Diakonissestiftelsen, den bygning, som i første grad viser hans evners ejendommelighed, et arbejde, hvor studiet af vor ældre bygningskunst går hånd i hånd med hensynet til det moderne livs fordringer. Han har end videre i København anlagt Vestre Kirkegaard og opført det karakteristiske gravkapel der; han har bygget Kvægtorvet 1879, Nørrebros Brand- og Politistation 1884, Mineralogisk Museum 1890-93 og Overformynderiet 1893 samt hjulpet ingeniørerne med forskellige arbejder. Han har for Københavns kommune opført 10 skolebygninger 1873-85; blandt hans privathuse i København kan fremdrages: Nørrevoldgade Nr. 11, 1880, Brygger Vogelius’ Villa, 1874, maleren Frantz Schwartz’ Villa, 1884, og Kommunelærernes Fribolig på Blegdamsvej, 1888. Han har restaureret Vor Frelsers Kirke samt Kirke-Helsinge, Hemmershøj og Gentofte Kirker og bygget nye i Sundby, Ordrup og flere steder; han har i København ombygget ”Hafnias” gård og D.B. Adlers Gård, på Lolland Aalholm Slot, en gennemgribende ombygning i middelalderlig stil, resultatet af et omfattende kendskab til denne stils former her i landet. Han har end videre i provinserne opført herregården Sanderumgaard på Fyn 1870-82, Aalborg Sygehus 1878 og tekniske skole 1881 samt en del mindre arbejder rundt omkring, Holmblads nydelige Mønsterbondegaard på Amager ikke at forglemme. Og endelig kan af hans dekorative arbejder nævnes: Den indre udstyrelse af 4 hovedværelser på Frijsenborg, 1865, møbler for Kunstflidslotteriet, gravmæler over O.B. Suhr, 1876, Fredrik Isberg, 1878, grev Josias Raben-Levetzau, 1890, dr. Valdemar Lausen, 1891, og Edward Tesdorpf, 1892. Ved konkurrencen om Det kongelige Teater 1871 vandt han sammen med Ludvig Fenger 2. præmie. 
Hvor ældre dansk bygningskunst ikke har været forbilledet for Holms arbejder, har han hentet sine motiver fra den reneste og nobleste italienske renæssancetid. 
Holm modtog mange anerkendelser. Han fik legat fra Den Reiersenske Fond 1863-64, Akademiets stipendium 1864, 1907, årlig statsunderstøttelse fra 1912, blev medlem af det svenske Kunstakademi i Stockholm, æresmedlem af Akademisk Arkitektforening, æresmedlem af Kunstnerforeningen af 18. november 1908. Han var Kommandør af Dannebrogordenen og Dannebrogsmand.
13. marts 1866 ægtede han i Frørup på Fyn Anna Dorothea Johanne Severine Nielsen, (10. januar 1841 i Jelling – 20. november 1922 i København), datter af sognepræst Peter Frederik Nielsen og Laura Nicoline Fuglsang).
Han er begravet på Vestre Kirkegård.

## Værker
- Arbejder på Frijsenborg sammen med C.F. Aagaard og Otto Bache: Dekoration af riddersal, spisesal, bibliotek samt tegnet kirkens døbefont (1865-68)
- C.F. Aagaards første villa, A.F. Kriegers Vej (Rosenvængets Tværvej) 5, Rosenvænget, København (1866, nedrevet)
- Sundby Kirke, Amagerbrogade, København (1869-70)
- Hovedbygning på Sanderumgård (1870-72)
- Søbadeanstalt ved Klus Skov, Klus, Flensborg (1873, nedrevet)
- Lauritz Peter Holmblads bondegård, Backersvej 107, Amagerbro (1873, det indre ombygget)
- Diakonissestiftelsen, de 3 første fløje med Emmauskirken, Frederiksberg (1873-76)
- Brygger August Vogelius' villa (1874)
- 10 kommuneskoler i Københavns Kommune, bl.a. prinsesse Charlottes Gades Skole (1874-75), Bådsmandsstrædes Skole, senere Christianshavns Gymnasium (1875-77), Sankt Hans Gades skole (1882, nedlagt, vinduer udskiftet), Gasværkvejens Skole (1880), Mattæusgades Skole (1883, vinduer udskiftet), Øster Farimagsgades Skole (1885), Tietgensgades Skole, nu Rysensteen Gymnasium (1885-86, vinduer udskiftet)
- Anlægget af Kvægtorvet (Den brune Kødby), København (1874-79, fredet) og dettes 1. bebyggelse, Slagtehusene (færdige 1887, fredet)
- Ordrup Kirke, Ordrup (1875-1878)
- Herregården Ødemark (1880, ombygget af Tyge Hvass 1935-36)
- Udvidelse af O.F. Asps Stearinlysfabrik, Blegdamsvej 104-106, København (1880, vinduer udskiftet)
- Ejendom, Nørre Voldgade 11, København (1880-82)
- Døtreskolen af 1881, Katrinegade, Kolding (1881)
- Aalborg Tekniske Skoles oprindelige del (1881-83)
- Vestre Kirkegård, København, anlæg (sammen med brolægningsinspektør Charles Ambt, vedtaget 1883)
- Kommunelærernes Fribolig, Blegdamsvej (1888)
- Det store begravelseskapel, Vestre Kirkegård (1892, senere udvidet)
- Søndre Kapel (1905, delvist nedrevet 2003) og indgangsportal og kontorbygning sammesteds (1906)
- Brand- og politistation, nu Politihistorisk Museum, Fælledvej 20, København (1883-84)
- Frans Schwartz' villa, Bjerregårdsvej 15, Valby (1884)
- Mineralogisk Museum, nu Geologisk Museum, Øster Voldgade, København (1888-93)
- Overformynderiets tidligere bygning, Stormgade 18, København (1893-94, fredet)
- Børnesanatorium, opført for Ville Heise, Snekkersten (1893)[1]
- Damehjemmet, opført for Ville Heise, Snekkersten (1894)[1]
- Familielyst, opført for Ville Heise, Snekkersten (1895)[1]
- Skive Kirke (1896-98)
- Det Kongelige Bibliotek, Slotsholmen (1898-1906, efter forarbejde fra 1879)
- Snekkersten Børnehjem, opført for Ville Heise, Snekkersten Stationsvej 13, Snekkersten (1900)[1]
- Vedbygård, bindingsværkstilbygning til sdr. fløjs østgavl (ca. 1900)
- Officerenkeshjem, nu boligejendom, opført for Ville Heise, Strandvejen 104, Snekkersten (1904-05)[2]
- Vor Frue Kirke i Vor Frue ved Kamstrup, syd for Roskilde (1904-07)
- Skt. Peders Kapel ved Bækkeskov

### Restaureringer og ombygninger
- Kirke Helsinge Kirke, Holbæk Amt (1869-70)
- Beldringe Kirke, Præstø Amt
- Matthias Hansens Gård, Amagertorv 6, København (ca. 1880), stueetagens butiksfacade og gitterport samt rekonstruerede gavle sammesteds (1897-98 sammen med Frederik L. Levy)
- Ålholm (påbegyndt 1889)
- Genopførelse af Vallø Slot efter brand (1893-1903)
- Nyt gitter ved Vor Frelsers Kirke, København (1884)
- Tårn og spir sammesteds (1895-97)
- Ombygning af Paradedrivhuset, Gisselfeld (1894, fredet)
- Absalonsbuen ved Roskilde Domkirke (1901-03)
- Dronningetrappen sammedsteds, opgang til højkoret

### Gravmæler og dekorative værker
- Grosserer O.B. Suhr, 1876.
- Fredrik Isberg, 1878.
- Grev Josias Raben-Levetzau, 1890, Øster Egesborg Kirkegård.
- Dr. Valdemar Lausen, 1891.
- Gehejmekonferensråd Edward Tesdorpf, 1892.
- Etatsråd S.W. Isberg, 1895, Frederiksberg Ældre Kirkegård
- Grosserer P.T.A. Westi, 1899, sammesteds
- Eget gravmæle, Vestre Kirkegård
- Typemodeller for stenhuggerfirmaet Hans & Jørgen Larsen
- Desuden møbler mm.

### Projekter
- Det kongelige Teater (1871, sammen med Ludvig Fenger, 2. præmie)
- Kirke på Dronning Louises Bro, København (1885)

### Litterære arbejder
- Udgiver af og medarbejder ved Tegninger af ældre nordisk Architektur, 1872-87 og 1894-1901 (sammen med Vilhelm Dahlerup og H.B. Storck).
- Bornholms ældgamle Kirkebygninger, 1878.
- Johan Daniel Herholdt og hans Værker, 1898-99 (sammen med Andreas Clemmensen og H.B. Storck).
- Leder og udgiver af: Studierejser af Kunstakademiets Elever, 1 rk., 1904; 2. rk. 1-2, 1913.
- Kunstakademiets Opmaalingsarbejder, I, Danske Herreborge fra det 16. Aarhundrede, 1904 (tekst af Francis Beckett).